# Túnel carpiano

Sección transversal de la muñeca. El túnel carpiano es el área central.

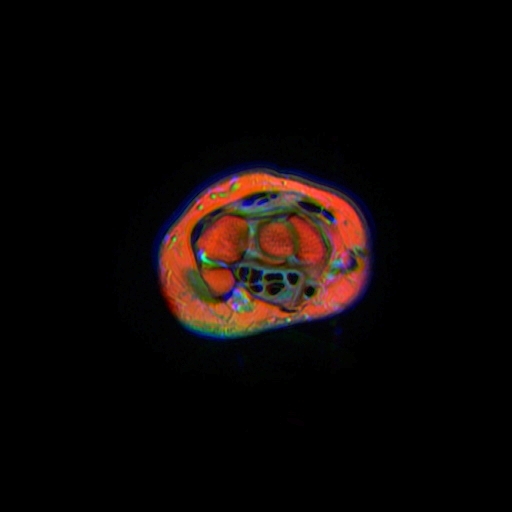

El túnel carpiano es un pasadizo estrecho en la base de la mano que contiene tendones, ligamentos, huesos y el nervio mediano. Está delimitado, en su parte proximal por los huesos : pisiforme, semilunar, piramidal y escafoides y su parte distal por: el trapecio, trapezoide, y el grande . El techo del túnel está delimitado por el ligamento denominado retináculo flexor. A través de este túnel discurren 10 estructuras en total: cuatro tendones del músculo flexor común superficial de los dedos de la mano (pasando los correspondientes a los dedos 3º y 4º por arriba, y los demás por debajo); cuatro tendones del músculo flexor común profundo de los dedos de la mano (los cuales pasan yuxtapuestos); el tendón del músculo flexor largo del pulgar, y el nervio mediano.
En el síndrome del túnel carpiano, los tendones se hinchan y el nervio mediano se restringe, estrechando el túnel. Esto ocasiona adormecimiento, molestia o disminución de control en los movimientos de la mano, muñeca y dedos. Existen varias actividades en las que se produce una gran tensión en los tendones de la muñeca como es el caso de violinistas, pianistas y usuarios asiduos del ratón de ordenador.
Muchos trabajadores, además de los que se acaban de mencionar, pueden llegar a tener problemas por esta causa. Así, limpiadoras, cajeras, operarios de montaje, peluqueras, etc., son propensos a padecer esta enfermedad.